# Anzac Village, Novi Meksiko
Anzac Village selo Acoma Indijanaca na rezervatu Acoma i popisom određeno mjesto smješteno u okrugu Ciboli u američkoj saveznoj državi Novom Meksiku. Prema popisu stanovništva SAD 2010. ovdje je živjelo 54 stanovnika. 

## Zemljopis
Nalazi se na 35°3′36″N 107°44′31″W / 35.06000°N 107.74194°W. Prema Uredu SAD-a za popis stanovništva, zauzima 1,44 km2 površine, sve suhozemne.
Nalazi se u dolini rijeke Rio San Jose, na sjeverozapadnum kutu indijanskog rezervata Acome. Cesta se spaja s povijesnom cestom br. 66 s istokom i zapadom.

## Stanovništvo
Prema podatcima popisa 2010. ovdje je bilo 54 stanovnika, 17 kućanstava od čega 13 obiteljskih, a stanovništvo po rasi bili su 1,9% bijelci, 0,0% "crnci ili afroamerikanci", 96,3% "američki Indijanci i aljaskanski domorodci", 0,0% Azijci, 0,0% "domorodački Havajci i ostali tihooceanski otočani", 1,9% ostalih rasa, 0,0% dviju ili više rasa. Hispanoamerikanaca i Latinoamerikanaca svih rasa bilo je 3,7%.